# Sedona Challenger
Il Sedona Challenger è stato un torneo professionistico di tennis giocato su campi in cemento. Faceva parte dell'ATP Challenger Series. Si è giocata una sola edizione, a Sedona negli Stati Uniti.

## Albo d'oro

### Singolare
| Anno | Campione     | Finalista    | Punteggio |
| ---- | ------------ | ------------ | --------- |
| 1997 | Michael Sell | Glenn Weiner | 6–4, 6–4  |

### Doppio
| Anno | Campioni                            | Finalisti                | Punteggio |
| ---- | ----------------------------------- | ------------------------ | --------- |
| 1997 | John-Laffnie de Jager Robbie Koenig | Adam Peterson Eric Taino | 6–2, 6–2  |